# Upiga virescens
Upiga virescens, jedina vrsta malenog leptira, moljca unutar roda upiga, potporodica Glaphyriinae, porodica Crambidae. Leptir Upiga virescens značaj je zbog toga što je oprašivač senita-kaktusa (Pachycereus schottii). Prvi ga spominje Hulst, 1900.
U eng. jeziku ovaj leptir poznat je kao senita moth i endemska je vrsta u Sonorskoj pustinji i usko je povezan sa senita-kaktusima na čijim cvjetičima ženka polaže jaje (uvijek jedno), a njezina ličinka hrani se nedozrelim kaktusovim voćem. 
Senita-kaktus i senita-leptir primjer su tipičnog mutualizma dviju vrsta koje nemogu opstati jedna bez druge. I mužjaci i ženke sakupljaju nektar s njegovog cvijeća. Ženke su nakon zalaska sunca aktivne u prikupljanju peluda iz cvjetova. Na trbušnom dijelu njezinog abdomena nalazi se tzv peludna četka za koju pelud prianja i raznosi od cvijeta do cvijeta.